# Мичели, Джорджо
Джорджо Мичели (итал. Giorgio Miceli; 21 октября 1836, Реджо-ди-Калабрия — 2 декабря 1895, Рим) — итальянский композитор.
Учился музыке в своём родном городе, а в возрасте 12 лет перебрался в Неаполь, где занимался под руководством Филиппо Галло и Джузеппе Лилло. Уже в 1852 году выступил с первой оперой, «Зоя, или Любовник взаймы» (итал. Zoé ossia L’amante in prestito), вызвав изумление критики своим юным возрастом; эта первая работа Мичели затем возобновлялась на сценах Реджо-ди-Калабрия и Мессины. Затем на неаполитанских сценах прошли последующие оперы Мичели: весьма успешная «Шестидесятилетние любовники» (итал. Gli amanti sessagenari; 1853), вызвавшая противоречивые отклики «Граф Россильоне» (итал. Il conte di Rossiglione; 1854) и полностью провалившаяся «Тирольская невеста» (итал. La fidanzata del Tirolo; 1858), после которой композитор в течение 10 лет не обращался к оперному жанру, сочиняя камерную и вокальную музыку. Лишь в 1869 г. Мичели написал новую оперу, «Сомнамбула» (фр. La somnambule), воспользовавшись в качестве либретто той же пьесой Эжена Скриба и Жермена Делавиня, которая ранее легла в основу одноимённой оперы Винченцо Беллини; опера была с большим успехом поставлена в 1870 году, а 31 декабря 1871 года состоялась ещё более успешная премьера её новой редакции, с переведённым на итальянский язык либретто и под новым названием «Белая тень» (итал. L’ombra bianca). В том же году Мичели занял место преподавателя вокала в неаполитанском лицее для девочек. Успешное представление ещё одной оперы Мичели, «Судьба» (итал. La fata), в 1875 году заставило, наконец, обратить на него внимание руководства главного неаполитанского оперного театра Сан-Карло, и Мичели написал для него две оперы на библейский сюжет: «Пир Валтасара» (итал. Il convito di Baldassarre, либретто Франческо Далл’Онгаро), поставленную в 1878 году, и «Дочь Иевфая» (итал. La figlia di Jefte, либретто Микеле Карло Капуто), увидевшую свет в 1886 году. В 1887—1894 гг. Мичели возглавлял консерваторию Палермо. В поздние годы Мичели продолжал изредка обращаться к камерной музыке, сочинил ряд хоровых произведений, преимущественно церковных.